# Cárpatos de Moravia Meridional
Los Cárpatos de Moravia Meridional ( en checo: Jihomoravské Karpaty ), también llamados Cárpatos de Austria-Moravia del Sur ( en alemán: Österreichisch-Südmährische Karpaten  ) son una cadena montañosa de los Cárpatos Occidentales Exteriores a lo largo de la frontera de la República Checa y Austria .
Geológicamente, esta cordillera forma la periferia suroccidental de los Cárpatos occidentales, separada de los Cárpatos centrales de Moravia en el noreste por las estribaciones inferiores y el valle del Thaya en Přítluky. En el sur, la región montañosa se extiende hasta el río Danubio cerca de Stockerau, separándola de los Bosques de Viena al sur.

## Subdivisión
Los Cárpatos de Moravia del Sur consisten en:
- Las Tierras Altas de Mikulov (en checo: Mikulovská vrchovina ) en Moravia, gran parte de la cual se encuentra dentro del Área de Paisaje Protegido de Pálava
- Umbral inferior del Inselberg austriaco (en alemán: Niederösterreichische Inselbergschwelle ) en la región de Weinviertel de la Baja Austria .

Según la geografía austriaca, ambas subcadenas de caliza y marga forman una entidad geológica denominada Waschbergzone, que se considera parte de los Cárpatos.
- Valle de Dyje-Svratka (alemán: Thaya-Schwarza Thalsenke, checo: Dyjsko-svratecký úval ).